# (34860) 2001 TJ77
2001 TJ77 (asteroide 34860) é um asteroide da cintura principal. Possui uma excentricidade de 0.07476450 e uma inclinação de 9.83948º.
Este asteroide foi descoberto no dia 13 de outubro de 2001 por LINEAR em Socorro.